# Gyarmati Béla (vívó)
Gyarmati Béla (Budapest, 1942. március 5. –) világbajnoki ezüstérmes magyar tőrvívó, olimpikon.
Az tokiói 1964. évi nyári olimpiai játékokon vett részt, mint a magyar vívóválogatott tagja. Csapat tőrvívásban indult, és a negyeddöntőben a japán csapattól kaptak ki 9–7-re. Kamuti Jenő, Kamuti László, Gyuricza József és Szabó Sándor voltak a csapattársai.
Klubcsapata az Újpesti TE volt.